# Luigi Castelli
Luigi Castelli (Ozieri, 30 giugno 1810 – Cagliari, 12 gennaio 1885) è stato un generale italiano, veterano della prima guerra d'indipendenza e della guerra di Crimea, oltre che della seconda guerra d'indipendenza, insignito della croce di cavaliere dell'Ordine militare di Savoia per il coraggio dimostrato durante la battaglia di Palestro nel 1859. È decorato anche con una medaglia d'argento e una di bronzo al valor militare, della medaglia britannica di Crimea, del titolo di cavaliere dell'Ordine dei Santi Maurizio e Lazzaro, e della croce di cavaliere dell'Ordine della Legion d'onore. Fu inoltre comandante del Reggimento "Cavalleggeri di Sardegna".

## Biografia
Di nobili natali, nacque a Ozieri il 30 giugno 1810 da don Raffaele e donna Giuseppa Diana.
Il 31 marzo 1830 si arruolò come cadetto nell'Armata Sarda, assegnato alla Brigata "Savona", entrò in servizio effettivo nel 2º Reggimento di tale brigata il 1 gennaio 1832.
Fu promosso sottotenente in forza al 2º Reggimento della Brigata "Acqui" il 13 aprile 1833, divenendo luogotenente d’ordinanza nel 15º Reggimento fanteria della Brigata "Savona" il 16 maggio 1842. Promosso al grado di capitano il 3 giugno 1848, prese parte alla Prima guerra d'indipendenza italiana, venendo decorato di Medaglia d'argento al valor militare per il coraggio dimostrato durante la battaglia di Novara il 23 marzo 1849.
Al termine delle ostilità, per la riduzione dell'organico militare, fu messo in aspettativa il 9 ottobre dello stesso anno, venendo richiamato in servizio attivo l'8 gennaio 1850. Assegnato al Deposito Ufficiali inferiori a Cherasco il 15 giugno 1850, andò nuovamente in aspettativa per soppressione dell’impiego il 5 settembre 1852, ritornando in attività in forza al 10º Reggimento fanteria della Brigata "Regina" l'11 novembre 1853.
Dopo lo scoppio della guerra di Crimea fu assegnato al Corpo di spedizione in Oriente e si imbarcò per la zona di operazioni il 19 maggio 1855, in forza al 4º Reggimento provvisorio. Promosso maggiore del 18º Reggimento fanteria della Brigata "Acqui" il 25 luglio, il 16 agosto prese parte alla battaglia della Cernaia,  ricevendo successivamente una Menzione Onorevole il 29 settembre successivo.
Trasferito al 10º Reggimento fanteria della Brigata "Regina" il 20 ottobre, rientrò nel Regno di Sardegna il 9 giugno 1856, raggiungendo il suo reggimento il 24 dello stesso mese.
Decorato con la Medaglia britannica di Crimea il 15 giugno 1856 fu nominato Cavaliere della Legion d'onore il 17 giugno 1857. 
Partecipò alla seconda guerra d'indipendenza italiana distinguendosi durante la battaglia di Palestro, dove fu decorato con la Croce di Cavaliere dell'Ordine militare di Savoia.
Promosso tenente colonnello comandante il Deposito di fanteria di Cagliari l'11 dicembre 1859, divenne giudice presso il Tribunale militare di Cagliari il 12 febbraio 1860. Comandante del 28º Reggimento fanteria a partire dal 29 febbraio dello stesso mese, fu nominato Cavaliere dell'Ordine dei Santi Maurizio e Lazzaro il 5 dicembre dello stesso anno.
In seguito venne promosso al grado di colonnello. Divenne poi il comandante del Reggimento "Cavalleggeri di Sardegna" con il grado di maggior generale.
Si spense a Cagliari il 12 gennaio 1885. Era sposato con donna Gabriella Corte, da cui non ebbe figli.